# Cachupa
Cachupa är en maträtt som härstammar från Kap Verde. Maträtten görs genom att långkoka torkad majs och bönor, maniok, sötpotatis, fisk eller kött. Cachupa är Kap Verdes nationalrätt, men tillagningen och ingredienserna varierar från ö till ö.

## Varianter
Det finns även en variant av rätten som kallas cachupa guisada eller cachupa refogada som görs på resterna av cachupa och ofta serveras till frukost tillsammans med chorizo, ägg och makrill. Cachupa rica och cachupa pobre är två andra varianter av rätten som finns. Den förstnämnda innehåller fler ingredienser medan cachupa pobre ofta ses som lite simplare.

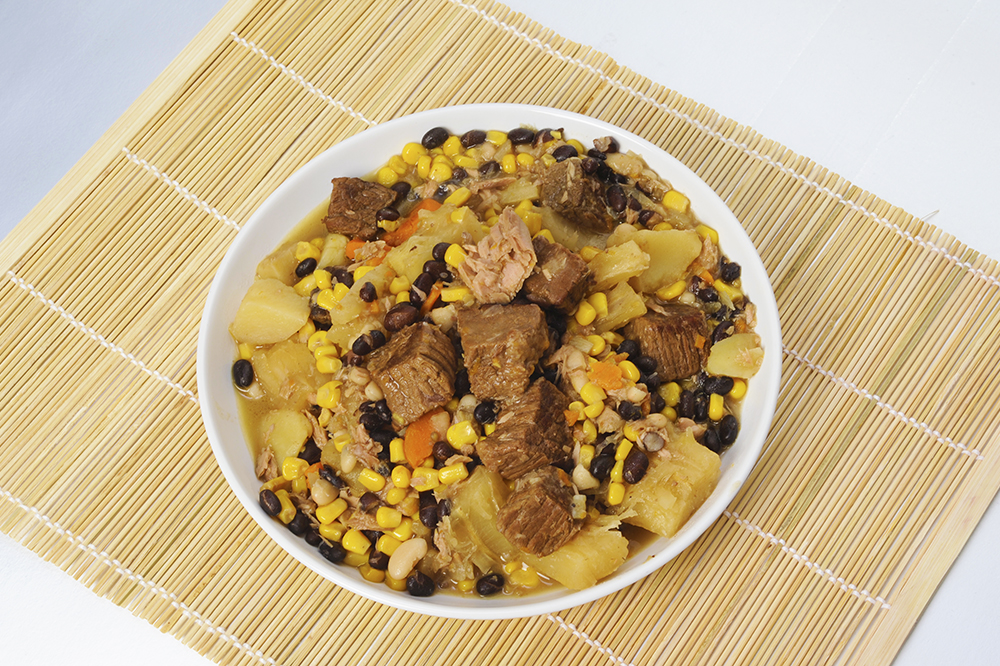
Cachupa lagad i Sverige på konserverad majs i stället för torkad.